# Tallo subterráneo
En botánica, los tallos subterráneos o hipógeos son aquellos tallos que crecen debajo de la tierra y presentan catáfilos —hojas rudimentarias— en lugar de nomófilos como los tallos aéreos. Dentro de este tipo de tallo se hallan los tubérculos, los rizomas, los bulbos y los cormos.
- Rizomas: son tallos subterráneos de longitud y grosor variables, que crecen horizontalmente a profundidades diversas según las especies. Los nudos llevan hojas pequeñas, y cada año producen raíces que penetran en el suelo y tallos aéreos de vida corta —como es el caso del olluco— o simplemente un grupo de hojas formando un pseudotallo (como por ejemplo, el lirio, Iris germanica). Frecuentemente, los rizomas actúan como órganos de reserva de nutrientes.
- Tubérculos: son tallos que almacenan sustancias nutritivas. Tienen crecimiento limitado, no presentan habitualmente raíces y suelen durar un solo periodo vegetativo. En su superficie se observan catáfilos, yemas (denominadas “ojos”) y lenticelas.

Ejemplos de tubérculos: Papas
- Bulbos: son tallos muy cortos y erectos, usualmente con forma de disco y con una yema terminal rodeada de varias hojas carnosas, densamente superpuestas, convertidas en órganos de reserva, llamadas catáfilos, que recubren el ápice y lo protegen.
- Cormos: se trata de tallos aplanados y de reserva con nudos y entrenudos muy cortos como el pingo.